# Cam phu nhân
Cam phu nhân (甘夫人; mất năm 210), còn gọi là Chiêu Liệt Hoàng hậu (昭烈皇后), là trắc thất phu nhân của Thục Hán Chiêu Liệt hoàng đế Lưu Bị và là mẹ đẻ của Thục Hán Hậu chúa Lưu Thiện, thời Tam Quốc trong lịch sử Trung Quốc.

## Tiểu sử
Cam phu nhân tên thật là Âm Lệ Hoa, người Bái huyện (nay thuộc tỉnh Giang Tô), theo Quỳ Châu phủ chí (夔州府志) thì bà tên gọi Cam Mai (甘梅). Bà là vợ cả của Thục Hán Tiên chủ Lưu Bị. Sử sách ghi, Lưu Bị lấy bà khi làm quan ở Dự châu. Theo sử sách, Lưu Bị ở Dự châu tất cả ba lần trong quãng đời lưu lạc khi chưa thành sự nghiệp ở Tây Xuyên:
1. Lần thứ nhất năm 193, được Đào Khiêm tiến cử.
2. Lần thứ hai năm 196, sau khi bị mất Từ châu cho Lã Bố.
3. Lần thứ ba năm 198, do Tào Tháo nhân danh Hán Hiến Đế bổ nhiệm.

Không rõ Lưu Bị cưới bà chính xác là thời điểm nào trong 3 thời điểm trên. Cùng thời gian ở Dự châu, Lưu Bị đã lấy My phu nhân là em gái My Chúc (người phục vụ dưới quyền) làm chính thất, nghĩa là địa vị Cam phu nhân ở dưới My phu nhân.
Cam phu nhân được mô tả là người rất có nhan sắc, da dẻ mịn màng trắng trẻo, tươi nhuận như ngọc dương chi, giống như tuyết trắng ngưng tụ dưới ánh trăng vậy. Vì vậy khi Lưu Bị được dâng tặng một tượng ngọc cao ba thước (khoảng 1m), lúc chiều tối Lưu Bị thường bảo bà ngồi cạnh bức tượng ngọc dương chi để so sánh. Lưu Bị so sánh Cam phu nhân không khác gì pho tượng bằng ngọc, thường nói: "Điều quý của ngọc là ở chỗ nó có thể so với cái đức của người quân tử. Hơn nữa lại có thể đẽo tạc thành nhân hình thì khó mà bỏ đi được".
Cam phu nhân là người hiếu đức, hiểu đạo nghĩa, 18 tuổi đã trở thành mỹ nữ rất được Lưu Bị mê đắm, bà khuyên Lưu Bị rằng: "Trước đây Tử Hãn không lấy ngọc làm quý, kinh Xuân Thu vì thế mà khen ngợi. Hiện tại Ngô và Ngụy đều chưa diệt được, làm sao có thể vui chơi mà quên chí của mình. Phàm là thứ gì sinh ra dâm cảm đều không nên dùng". Lưu Bị nghe những lời của Cam phu nhân mới bỏ tượng ngọc.
Theo ghi chép của Tam quốc chí, Cam phu nhân trong số gia quyến Lưu Bị bị Lã Bố bắt 2 lần khi có xung đột (năm 195 và 197), nhưng sau đó Lã Bố đều trả lại cho Lưu Bị. Ngoài ra, gia quyến của Lưu Bị cũng bị Tào Tháo bắt trong trận giao tranh ở Từ châu năm 199, nhưng sau này trở về với Lưu Bị không đủ, sử sách không ghi rõ thân phận của từng người trong chiến loạn.
Năm 199, Lưu Bị lại giao chiến với Tào Tháo ở Từ châu bị thất bại, bỏ chạy lên Hà Bắc theo Viên Thiệu, gia quyến bị lạc lần nữa, lọt vào tay Tào Tháo. Người em kết nghĩa của Lưu Bị là Quan Vũ tạm đầu hàng Tào Tháo và giữ được sự an toàn cho My phu nhân và Cam phu nhân.
Năm 200, bà theo Lưu Bị xuống Kinh Châu nương nhờ Lưu Biểu. Năm 207, bà sinh được con trai A Đẩu (tức Lưu Thiện), khi đó Lưu Bị đã 47 tuổi.
Năm 208, Tào Tháo mang đại quân đánh chiếm Kinh châu. Lưu Bị thua trận bỏ chạy. Em họ Tào Tháo là Tào Thuần thống lĩnh quân Hổ báo kỵ truy kích ở Đương Dương - Tràng Bản, bắt được gia quyến Lưu Bị, trong đó có 2 phu nhân. Các sử gia xác định rất có thể trong đó có Cam phu nhân, nhưng ngay sau đó trong quá trình áp giải chưa về tới trại Tào, Cam phu nhân và A Đẩu được tướng Triệu Vân quay lại đánh vào vòng vây và giải cứu, đưa thoát ra ngoài, trở về với Lưu Bị.
Sau trận Xích Bích, bà sống cùng Lưu Bị tại Kinh châu. Nhưng không lâu sau thì Cam phu nhân lâm bệnh qua đời. Không rõ lúc năm đó là năm nào và bà bao nhiêu tuổi. Bà được táng ở Nam quận thuộc Kinh Châu.
Sau này, Cam phu nhân được truy tặng là Hoàng Tư phu nhân (皇思夫人), chuẩn bị dời cải táng trong đất Thục thì Lưu Bị lại qua đời ở Bạch Đế. Thừa tướng Gia Cát Lượng cùng đình thần thương nghị, cuối cùng truy tôn là Chiêu Liệt hoàng hậu (昭烈皇后), hợp táng cùng Lưu Bị ở Hán Huệ lăng (漢惠陵) .

## Trong Tam Quốc diễn nghĩa
Trong tiểu thuyết Tam Quốc diễn nghĩa của La Quán Trung, Cam phu nhân cùng một người vợ khác của Lưu Bị là My phu nhân được mô tả trong số những người phụ nữ gian truân nhất: Bị bắt trong tay Lã Bố, sau đó bị bắt trong tay Tào Tháo. Bà cùng My phu nhân được Quan Vũ hết lòng cung kính bảo vệ khi Quan Vũ phục vụ Tào Tháo, đồng thời cũng được Tào Tháo khá hậu đãi.
Khi Quan Vũ rời khỏi chỗ Tào Tháo đi tìm Lưu Bị, Cam phu nhân và My phu nhân trải qua hàng ngàn dặm đường, vượt 5 cửa ải, cuối cùng tái hợp được với Lưu Bị ở Cổ Thành (quận Nhữ Nam, Dự châu).
Trước khi sinh ra A Đẩu, tương truyền bà nằm mơ thấy tiếng hạc kêu 42 lần, ứng với sau này Lưu Thiện làm vua Thục Hán 42 năm.
Trong trận Đương Dương Tràng Bản, La Quán Trung mô tả Cam phu nhân may mắn chạy thoát khỏi đám loạn quân, đi chân đất về với Lưu Bị, còn A Đẩu lại ở trong tay My phu nhân bế và được Triệu Vân cứu, còn My phu nhân tự vẫn để khỏi vướng Triệu Vân.